# Шанін Юрій Вадимович
Юрій Вадимович Шанін (* 11 червня 1930 — † 8 червня 2005) — український філолог та письменник.
Походить з дворянської родини Шаніних, дід - Петро Миколайович Шанін, офіцер Російської Імператорської Армії, учасник Білого Руху, батько - Вадим Петрович Шанін, інженер-електрик, головний інженер київської ГЕС-2 в післявоєнний період. Мати - Олександра Федорівна Молодцова. Мав сестру Інну Вадимівну (нар. 1945).
У 1953 році закінчив філологічний факультет КДУ імені Т. Г. Шевченка.
У 1968 році захистив кандидатську дисертацію (тема: «Агонистика в древнегреческой поэзии»).
В журналі "Перець» №15 за 1980р розміщено дружній шарж А.Арутюнянца , присвячений 50-річчю вченого.
Завідувач кафедрою латинської мови НМУ імені О. О. Богомольця (1978—2005).
Автор мемуарів (Шанин Ю. В. (2000). Не уставайте слушать стариков. Воспоминания пожилого киевлянина).

## Публікації
- Биография слов // Знання та праця. — № 5. — 1960. — С.11-13.
- Атлеты Эллады // Знання та праця. — № 11. — 1962. — С.17-19.
- Как аргонавты в старину… // Вопросы литературы. — № 4. –1964. — С.240-242.
- Милон Кротонский — атлет и герой // Старт. — № 10. — 1965. — С.6-7.
- Агонистические сюжеты древнегреческой мифологии // Материалы III-й Всесоюзной конф. по классич. филологии. — Киев, 1966. — С.27-28.
- Агонистическая эстетика Гомера // Вопросы классической филологии. — Львов, 1966. — № 5. -С.95-100.
- Олимпийский кодекс эллинов // Знання та праця. — № 4. — 1966. — С.14-16.
- Гражданин-атлет в поэзии Семонида Кеосского // Вопросы классической филологии. — Львов, 1967. — № 6. — С.62-66.
- Этимологический словарь спортивных терминов // Старт. — № 3-12. — 1968.
- Социально-этическипринципы! в эпиникиях Пиндара // Материалы IV- й Всесоюзной конференции по классической филологии. — Тбилиси,1969. — С.29-30.
- Герои античных стадионов. — М.: Физкультура и спорт, 1971.
- По пути к Итаке // Вопросы классич. филологии. — Львов, 1972. — № 10. — С. 3-7.
- Мифы и люди Эллады // Знание-сила. — М., 1972. — № 5. — С.14-16.
- Олимпия в прошлом и сегодня // Новый век, от 18.02.72. — Бухарест. — С.13-15.
- Римские игры // Физкультура и спорт. — М.,1973. — № 8. — С.17-19.
- От эллинов до наших дней. — М.: Физкультура и спорт, 1975.
- Герои античных стадионов. — София.: Медицина и физкультура, 1978. — (на болгарском языке).
- Критика агонистической ограниченности в эллинской поэзии // Проблемы античной истории и культуры. — Ереван: изд-во АН Арм. ССР, 1979. — С.79-83.
- Герои античных стадионов. — М.: Физкультура и спорт, 1979.
- Боги и люди на стадионах Эллады // Атеистические чтения. — М.: Политиздат, 1970. — № 10. — С. 42-54.
- Мифы и люди Олимпии. — Киев: Веселка, 1980.
- Олимпийский словарь // Українська мова та література. — 1980. — № 5, 6.
- Олимпийские игры и поэзия эллинов. — К.: Вища школа, 1980.
- Платон и Аристотель о человеческой гармонии //Всесоюзная конференция «Проблемы античной истории и классической филологии». — Харьков, 1980. — С.15-16.
- Эпиграммы Лукилия // Всесоюзная конференция «Проблемы античной истории и классичесеой филологии». — Харьков, 1980. — С.19-20.
- Лучники у Гомера, в Олимпии и в Северном Причерноморье // Международная конференция «Историчность и актуальность античности».– Тбилиси, 1980. — С.11-12.
- Зеленая старость Одиссея // Старт. — К., 1982. — № 5. — С.15-16.
- От «Илиады» до «Метаморфоз» // Всесвіт. — 1984. — № 10. — С.148-150.
- Функции агонистической терминологии в диалогах Платона //Античная культура и современная наука. — М., 1985. — С.43-47.
- Золотое руно. Антология античной поэзии // Українська мова і література в школі. — 1986. — № 12. — С.68-70.
- Зарождение античного красноречья // Українська мова і література в школі. — 1987. — № 3. — С.40-44.
- Олимпийская агонистика в таврической модификации // Всесоюзная научная конференция «Проблемы античной культуры». — Симферополь, 1988. — С.48-49.
- Не обижайте старика Гомера // Вопросы литературы. — М., 1989. — № 2. — С.257-265.
- Про античне красномовство // Трибуна. — 1992. — № 7.
- Античный спорт (цикл статей для «Энциклопедии античности»). — М.: Советская энциклопедия, 1992.
- Словарь медицинских терминов (русско-украинско-латинский). Биохимия, физиология, химия. — К.: Здоров'я, 1993. — 120 с., (с соавторами).
- Словарь медицинских терминов. Педиатрия, пульмонология, кардиология, курортология, физиотерапия. — К., 1993. — 88 с.
- Словарь медицинских терминов. Анатомия, биология, радиобиология, генетика, аллергология, иммунология. — К., 1993. — 112 с.
- Словарь медицинских терминов. Гематология. — К.,1993. — 120 с.
- Поетична енциклопедія перетворень. // Зарубіжна література, № 24, 1997.
- Две загадки античного спорта (Олимпия и Северное Причерноморье). VII-е Пушкинские чтения. — Крым, 1997.
- Олимпийская гармония античности и современности. // Лосевские чтения «Образ мира — структура и целое». — М., 1998.
- Про семантику терміна sedes у працях М. І. Пірогова // Збірка доповідей наукової конференції до 70-річчя проф. С. В. Семчинського. — К., 2001.
- Агонистическая этика Пиндара. // Международная научно-практическая конференция «Проблемы греческой культуры». — Симферополь, 1997.
- Античные олимпиады, гермесии и религия. //Международная научная конференция «Греция и Крым».
- Олимпия, история античного атлетизма. — Спб.: Алетейя, 2000.
- Діти на античних стадіонах // Конференція пам'яті Білецького. — К., 2001.
- М.Скрижанська, Ю.Шанін. Безпорідність авторської редакції. // Українській гуманітарний огляд, № 6. — К., 2000.
- И мумии заговорили. // Вопросы литературы. — Вип. 4, 2002. С. 211—215.
- Поэзия культа и культ поэзии эллинов. // Вопросы литературы. — 2003. С. 336—341.a. Герои античных стадионов // Фізкультура і спорт. — № 4, 5. –1959. — С.1-2.

1. 1 2  Шанін, Юрій Вадимович (2000). Не уставайте слушать стариков. Воспоминания пожилого киевлянина (Російська) . Київ.
2. ↑  Журнал перець 1980 15. www.perets.org.ua (укр.). Архів оригіналу за 11 квітня 2021. Процитовано 11 квітня 2021.